# 疏開
疏開，指為避免空襲、火災等損害，將都市居民及設施疏散的行為。
另外，發生重大天災及傳染病疫情後，亦有居民會自主性的從城市疏散到郊區、鄉村。

## 介紹
臺灣日治時期，臺灣總督府在1937年4月公告《防空法》，地方政府應制訂相關防空計畫，包含燈火管制、消防、防毒、避難、救護等事項。在1944年6月18日，更進一步公告《過大稠密之都市住民疏散要綱》，為避免美軍對臺灣的空襲造成平民傷害，將臺北、基隆、 臺南、高雄四市指定為應疏散地，各市人口過密地區為主要疏散對象。

## 歷史
- 昭和16年（1941年）
  - 12月7日：發生珍珠港事件，12月8日美國因此對日本宣戰。
- 昭和19年（1944年）
  - 6月18日：發表過大稠密之都市住民疏散要綱
  - 10月12日至10月16日：台灣沖航空戰
- 昭和20年（1945年）
  - 2月3日至3月3日：發生馬尼拉戰役；在此戰役之後，美軍以菲律賓為基地，更加重對臺灣空襲。
  - 5月31日：發生台北大空襲

## 防空空地
1944年11月7日，台北市跟基隆市首先依據《防空法》指定防空空地，需將指地地區的建物拆除，避免空襲造成的火勢蔓延。臺南市和高雄市在隔月指定，台中市和彰化市則是在1945年5月才指定防空空地。在台北大空襲前，台北市在再指定了20處疎開空地帶；在空襲後，更進一步強制徵收台北市部分土地做為防空空地。

### 基隆市
於1944年11月7日劃定。
| 項目     | 地區     | 備註 |
| -------- | -------- | ---- |
| 疎開空地 | 玉田町內 |      |
| 疎開空地 | 義重町內 |      |

### 台北市
於1944年11月7日劃定疎開空地，1945年4月26日劃定疏開空地帶。
| 項目       | 地區                                               | 備註                         |
| ---------- | -------------------------------------------------- | ---------------------------- |
| 疎開空地   | 日新町地內                                         | 歸綏公園                     |
| 疎開空地   | 永樂町地內                                         | 大稻埕公園                   |
| 疎開空地   | 日新町地內                                         | 朝陽公園                     |
| 疎開空地   | 元園町地內                                         | 雙連市場                     |
| 疎開空地   | 有明町地內                                         | 長沙公園                     |
| 疎開空地   | 有明町地內                                         | 桂林路派出所                 |
| 疎開空地帶 | 日新町、太平町、永樂町地內                         | 歸綏街                       |
| 疎開空地帶 | 港町地內                                           | 西寧北路                     |
| 疎開空地帶 | 建成町、下奎府町地內                               | 重慶北路一段                 |
| 疎開空地帶 | 元園町地內                                         | 內江街                       |
| 疎開空地帶 | 入船町地內                                         | 西園路                       |
| 疎開空地帶 | 有明町、龍山寺町地內                               | 華西街                       |
| 疎開空地帶 | 永樂町、太平町、泉町地內                           | 迪化街、民樂街               |
| 疎開空地帶 | 日新町、蓬萊町、下奎府町、建成町、上奎府町地內     | 重慶北路一段與二段           |
| 疎開空地帶 | 下奎府町、建成町地內                               | 承德路一段與二段             |
| 疎開空地帶 | 港町、永樂町、太平町、日新町、下奎府町、御成町地內 | 南京西路                     |
| 疎開空地帶 | 大正町地內                                         | 林森北路                     |
| 疎開空地帶 | 大正町、御成町地內                                 | 市民大道二段北側             |
| 疎開空地帶 | 幸町、東門町、福住町地內                           | 忠孝東路至金山南路二段44巷   |
| 疎開空地帶 | 錦町地內                                           | 潮州街至和平東路             |
| 疎開空地帶 | 古亭町、水道町地內                                 | 和平東路至羅斯福路           |
| 疎開空地帶 | 古亭町、兒玉町、佐久間町、川端町地內               | 和平西路、牯嶺街             |
| 疎開空地帶 | 新榮町、千歲町、錦町地內                           | 羅斯福路一段與二段           |
| 疎開空地帶 | 千歲町、兒玉町、佐久間町、龍口町地內               | 寧波西街                     |
| 疎開空地帶 | 八甲町、新富町地內                                 | 康定路                       |
| 疎開空地帶 | 新富町、綠町地內                                   | 萬華站前                     |
| 疎開空地帶 | 有明町、龍山寺町、綠町地內                         | 西園路一段                   |
| 疎開空地帶 | 老松町、新福町、有明町、若竹町地內                 | 桂林路、永福路               |
| 疎開空地帶 | 末廣町、壽町、築地町、濱町地內                     | 中華路一段至昆明街峨嵋街交點 |
| 疎開空地帶 | 本町、京町、大和町地內                             | 武昌街                       |
| 疎開空地帶 | 泉町、末廣町、壽町、築地町地內                     | 未施行                       |
| 疎開空地帶 | 大橋町、永樂町、港町、泉町地內                     | 環河北路                     |

### 台中市
於1945年5月17日劃定。
| 項目       | 地區                                         | 備註 |
| ---------- | -------------------------------------------- | ---- |
| 疎開空地帶 | 綠川町、榮町、大正町、寶町、錦町、新富町地內 |      |
| 疎開空地帶 | 綠川町、榮町、大正町、寶町、錦町、新富町地內 |      |
| 疎開空地帶 | 錦町地內                                     |      |
| 疎開空地帶 | 若松町、梅ケ枝町地內                         |      |
| 疎開空地帶 | 老松町、敷島町地內                           |      |

### 彰化市
於1945年5月17日劃定。
| 項目       | 地區                       | 備註 |
| ---------- | -------------------------- | ---- |
| 疎開空地帶 | 彰化字北門外地內           |      |
| 疎開空地帶 | 彰化字北門外地內           |      |
| 疎開空地帶 | 彰化字北門地內             |      |
| 疎開空地帶 | 彰化字東門、南門、北門地內 |      |
| 疎開空地帶 | 彰化字東門、南門地內       |      |

### 台南市
於1944年12月6日劃定。
| 項目       | 地區               | 備註                 |
| ---------- | ------------------ | -------------------- |
| 疎開空地   | 臺町地內           | 赤崁樓周圍           |
| 疎開空地   | 西門町、永樂町地內 | 永樂市場             |
| 疎開空地   | 白金地內           | 國花大樓             |
| 疎開空地   | 錦町地內           | 新美街靠近開山宮一帶 |
| 疎開空地   | 大宮町、南門町地內 |                      |
| 疎開空地帶 | 臺町、明治町地內   |                      |
| 疎開空地帶 | 臺町地內           |                      |
| 疎開空地帶 | 本町地內           |                      |
| 疎開空地帶 | 大宮町地內         |                      |
| 疎開空地帶 | 西門町地內         |                      |

### 高雄市
於1944年12月6日劃定。
| 項目       | 地區                     | 備註 |
| ---------- | ------------------------ | ---- |
| 疎開空地   | 北野町地內               |      |
| 疎開空地   | 鹽埕町地內               |      |
| 疎開空地   | 北野町、鹽埕町地內       |      |
| 疎開空地   | 旗後町地內               |      |
| 疎開空地帶 | 北野町、鹽埕町、榮町地內 |      |
| 疎開空地帶 | 北野町、鹽埕町地內       |      |
| 疎開空地帶 | 旗後町地內               |      |
| 疎開空地帶 | 旗後町地內               |      |

## 影響
台灣在日治時期原已控制住瘧疾，但因為戰時的強制疏開政策，許多人遷移至山邊瘧蚊聚集的地方，加上治療瘧疾的奎寧藥物嚴重短缺，因此第二次世界大戰前後，台灣又爆發瘧疾大流行。根據統計，戰後全台約六百萬人口，其中一百二十萬人口就感染瘧疾，比例高達五分之一。
2020年發生COVID-19疫情，在日本有些大都市居民前往鄉村甚至離島避疫，被稱為「冠狀疏開」（コロナ疎開）。